# Vassiriki Abou Diaby
Vassiriki Abou Diaby (nascut a Aubervilliers, l'11 de maig del 1986), és un futbolista professional francès que ha jugat de mig centre a l'Olympique de Marsella i a l'Arsenal. Diaby, també ha estat internacional per la selecció de França entre 2007 i 2012.